# Muzeul Băncii Naționale a României
Muzeul Băncii Naționale a României este un muzeu în subordinea băncii naționale din București, amplasat în Str. Lipscani nr. 25, sector 3. Monument istoric, Palatul Băncii Naționale a României a fost construit între 1884 și 1890, după proiectul arhitecților Cassien Bernard și Albert Galeron, lucrările fiind supravegheate de arhitecții Grigore Cerchez și E. Băicoianu. Ultima restaurare datează din perioada 1992-1994. Printr-o hotărâre a Consiliului General al B.N.R. din 1914 s-a dispus înființarea muzeului. Muzeul a fost organizat începând din 1933, prima expoziție fiind vernisată în iulie 1943. Colecția este apoi mutată și redeschisă, în 1949, în blocul Rosenthal de pe Calea Victoriei. În toamna anului 1952 se amenajează spațiul de la parterul imobilului pentru a adăposti întreaga colecție, dar ocuparea spațiului de către Ministerul Finanțelor îi obligă pe organizatori să cedeze piesele Academiei Române, unde au rămas până în preajma inaugurării muzeului, la 3 mai 1997. Sunt expuse seriile numismatice emise de Banca Națională a României, alte piese de importanță majoră, însemne bancare, precum și o galerie de portrete ale guvernatorilor băncii.
Monument istoric - Palatul Băncii Naționale a României - a fost construit între 12 iulie 1884 și iunie 1890. Autorii proiectului: arh Cassien Bernard și arh. Albert Galeron; constructori: arh. N. Cerchez și arh. E. Băicoianu. Sediu de bancă, restaurat în 1992-1994.

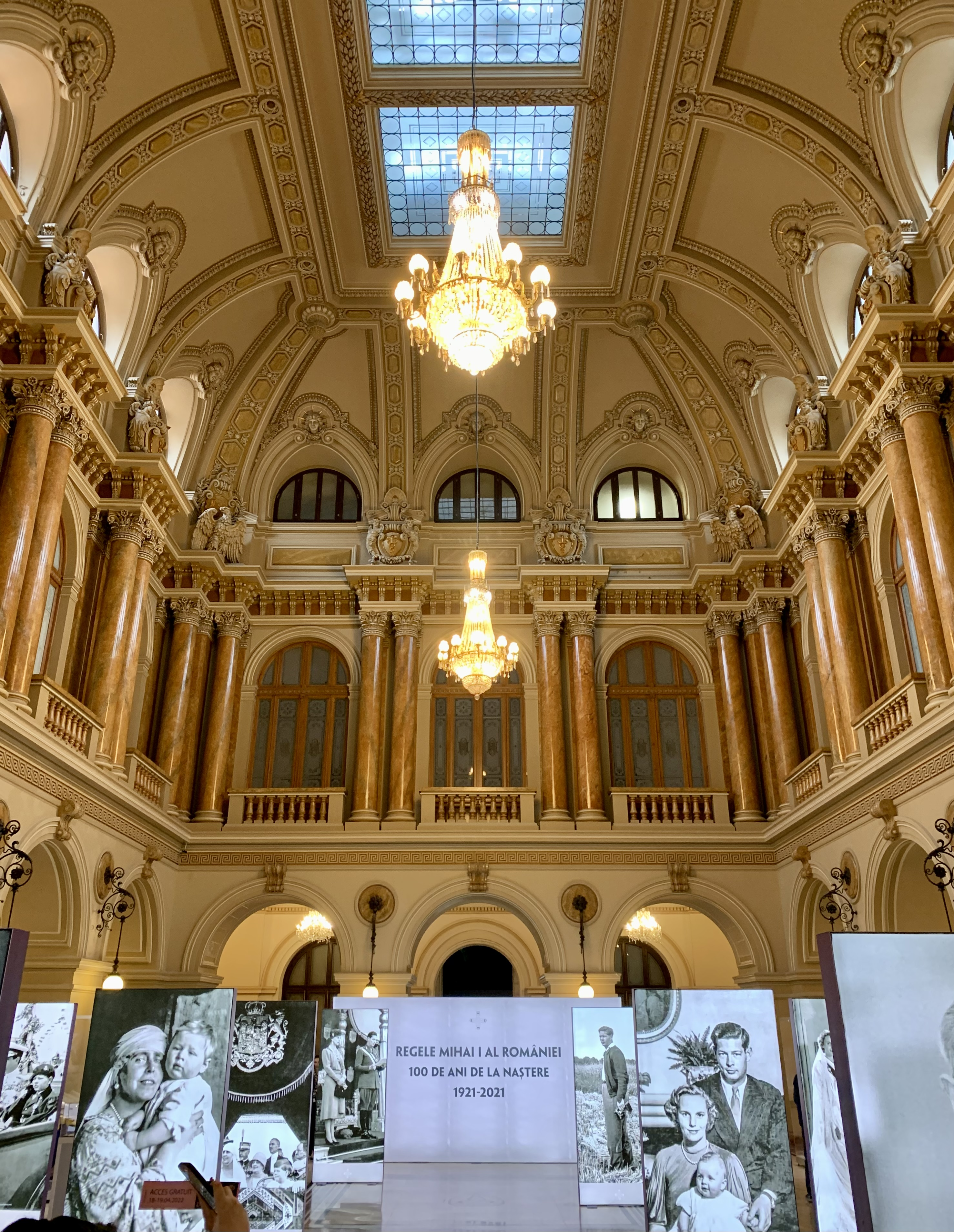
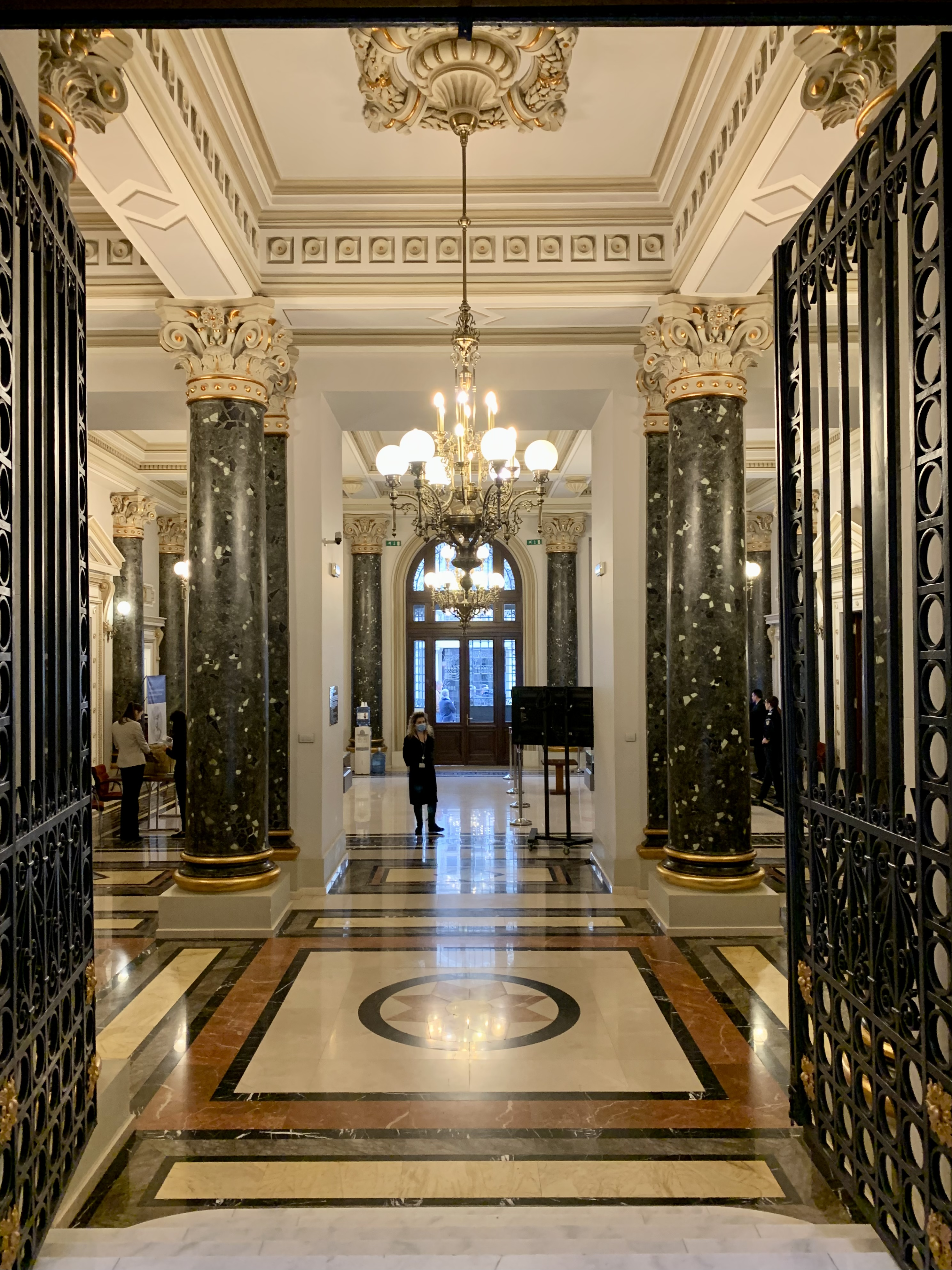